# Slobozia (Sirețel), Iași
Slobozia este un sat în comuna Sirețel din județul Iași, Moldova, România.